# هلوسات موسيقية
تندرج الهلوسة الموسيقية تحت فئة الهلوسات السمعية وهي تصف اضطرابًا يُدرَك فيه الصوت على أنه آلة موسيقية أو أصوات أو أغاني. هو اضطرابٌ نادر جدًا، إذ بلغت نسبته 0.16٪ فقط في دراسة جماعية شملت 3678 فردًا.

## الوصف
راجع إيفرز وإيلجر 73 حالة فردية، ووجدوا أن 57 مريضاً سمع ألحانًا مألوفة، بينما سمع 5 منهم ألحانًا غير مألوفة. تراوحت هذه الألحان من مقاطع دينية إلى أغاني مُفضّلة من مرحلة الطفولة، وضمَّت أيضًا بعض الأغاني الشعبية من الراديو. تعرّف معظم المرضى على أصوات الآلات الموسيقية في الموسيقى الكلاسيكية. ووجد كيشافان أن الصفة الثابتة للهلوسة الموسيقية هي أنها تُمثل أثارًا من الذاكرة الشخصية. تشير آثار الذاكرة إلى أي شيء قد يبدو مألوفًا للمريض، وهذا ما يُفسِّر سماع بعض الأغاني من الطفولة أو الأغاني المألوفة.

## الأسباب
قد تحدث الهلوسة الموسيقية عند الأشخاص المُتمتعين بصحة جسدية وعقلية جيدة، ولا يوجد سبب معروف لذلك. يجد معظم الناس إصابتهم بالهلوسة السمعية أمرًا مُزعجًا للغاية، ويتمنون التخلص منها، بينما يرحب بها آخرون ولا يجدونها مشكلة. أشار الباحثون بالإضافة إلى ذلك، إلى العوامل المرتبطة بالهلوسة الموسيقية. إذ جمع إيفرز وإيلجرز مجموعة كبيرة من المقالات حول الهلوسة الموسيقية، والكثير من الحالات المدروسة، حتى تمكنوا من تصنيف خمسة أسباب رئيسية:
- الصّمم.
- الاضطرابات النفسية.
- آفات الدماغ البؤرية والمنتشرة.
- الصرع.
- التسممات.

### الصّمم
يُعرَّف الصمم بأنه ضعف في السمع. وهو واحد من الأسباب الخمسة للهلوسة الموسيقية، وأكثرها شيوعًا في الحالات المدروسة التي استعرضها إيفرز وإيلجرز. تبعًا لسانشيز في عام 2011، كانت هناك اقتراحات مفادها أن الآفات العفوية يمكن لها أن تغير من وظيفة الجهاز السمعي المركزي مسببةً ضعف السمع والهلوسة الموسيقية.

### الاضطرابات النفسية
كشفت إحدى الحالات المدروسة في عام 2006، أن امرأة تبلغ من العمر 93 عامًا مُشخّصة بالاضطراب الاكتئابي عانت من الهلوسة الموسيقية أثناء معالجتها بالتخليج الكهربائي (إي سي تي). وجد الباحثون أن أعراض الاكتئاب لدى هذه المريضة كانت مرتبطة عكسيًا بالهلوسة، وكانت ناتجة في المقام الأول عن العلاج بالتخليج الكهربائي. لم يكن لدى المريضة أي شذوذات في السمع، مما يشير إلى أن الهلوسة الموسيقية يمكن أن تحدث من مجموعة متنوعة من الأسباب بما في ذلك الأمراض النفسية. لُوحظ اختفاء الهلوسة عند المريضة بعد إتمامها دورة كاملة من العلاج بالتخليج الكهربائي.
تساهم بعض الاضطرابات النفسية الرئيسية الأخرى في حدوث الهلوسة الموسيقية وفقًا لإيفرز وإيلجرز مثل: الفصام والاكتئاب. يعاني بعض المرضى المصابين بالفصام من الهلوسة الموسيقية بسبب الذهان المستمر، وحتى في بعض الحالات من دون ذهان. سُجِّلت أيضًا نسبة صغيرة جدًا من حالات الهلوسة الموسيقية الناتجة عن الاضطراب الوسواس القهري (أوه سي دي).

### آفات الدماغ البؤرية
تشترك العديد من آفات الدماغ البؤرية مع الصمم والصرع والتسمم. ولوحظ حدوث الهلوسة الموسيقية الحادة عند المرضى الذين يعانون من آفات في منطقة الجسر في جذع الدماغ بعد السكتة الدماغية والتهاب الدماغ الناتج عن اضطراب الاتصالات بين القشرة الحسية والتشكُّلات الشبكية.

### الصرع
يعود منشأ الهلوسة الموسيقية الناتجة عن الصرع إلى الفص الصدغي الأيسر أو الأيمن. درس ويليامز في عام 2008 إحدى الحالات التي شُخِّص فيها إصابة أحد المرضى بالهلوسة الموسيقية بعد خضوعه لعملية استئصال الفص الصدغي الأيسر بهدف علاج الصرع. وُجد لدى هذا المريض أيضًا العديد من عوامل الخطر الإضافية التي من الممكن أن تسبب الهلوسة بما في ذلك الاعتلالات الوظيفية العصبية النفسية والطنين.

### التسمم
يمثل التسمم نسبة صغيرة من حالات الهلوسة الموسيقية. يؤدي التسمم إلى حدوث الاعتلال الدماغي الالتهابي، وهو إحدى المسببات الرئيسية في الهلوسة الموسيقية. تشمل بعض الأدوية التي عُثر عليها وثبت ارتباطها بحدوث الهلوسة الموسيقية ما يلي: الساليسيلات، البنزوديازيبين، البنتوكسيفيلين، بروبرانولول، كلوميبرامين، الأمفيتامين، الكينين، إيميبرامين، الفينوثيازين، كاربامازيبين، الماريجوانا، الباراسيتامول، الفينيتوين، الكحول. ارتبط التخدير العام أيضًا بالهلوسة الموسيقية. درس جونديم إحدى الحالات في عام 2010، كانت امرأة تبلغ من العمر 77 عامًا مصابة بمرض باركنسون (الشلل الرعاشي) (بّي دي) وتعالج بالأمانتادين بعد عام من العلاجات المختلفة. بدأت تعاني من الهلوسة الموسيقية بعد يومين من بدء علاجها، وكانت الهلوسة مكونة من أربع قطع موسيقية. واستمرت حتى ثلاثة أيام بعد توقفها عن الدواء. على الرغم من أن المريضة كانت تتناول أدوية أخرى في نفس الوقت، اقترحت الدراسة أن الأمانتادين إما كان له تأثير تآزري مع الأدوية الأخرى أو تسبب لوحده بحدوث الهلوسة. وبالتالي نستنتج أن الأشخاص الذين يعانون من مرض الباركنسون ويعالجون بأدوية معينة يمكن أن يختبروا الهلوسة الموسيقية.

## التصوير
يُظهر التصوير المقطعي بالإصدار البوزيتروني (بّي إي تي) والتصوير بالرنين المغناطيسي الوظيفي (إف أم أر آي) أن الهلوسة الموسيقية تُنشّط مجموعة واسعة من المناطق الدماغية بما في ذلك ما يلي: المناطق السمعية، القشرة الحركية، المناطق البصرية، العقد القاعدية، جذع الدماغ، المخيخ، الحُصين، اللوزة الدماغيّة، والجهاز السمعي المحيطي.

## التدبير
لا توجد حتى الآن طريقة فعّالة وناجحة لعلاج «الهلوسة الموسيقية». إذ أدت العلاجات الناجحة في بعض الحالات الفردية إلى تحسين الهلوسة فقط. بعض هذه العلاجات تشمل عقاقير مثل: مضادات الذهان ومضادات الاكتئاب وبعض مضادات الاختلاج. اقترح بعض الباحثين أن استخدام أجهزة السمع قد يحسن من أعراض الهلوسة الموسيقية. واعتقدوا أن البيئة الخارجية تؤثر على الهلوسة السمعية، مما يؤدي إلى تفاقم الأعراض في البيئات الأكثر هدوءًا منها في البيئات الأكثر ضجيجًا.
وصفت إحدى المريضات نفسها وكأنها في «محيط من الأصوات» رغم وجودها في غرفة هادئة وكان السبب إصابتها باحتشاء صغير في الفص الصدغي الأيمن. وعندما سُئلت المريضة بعد العلاج عن تجربتها، قالت «أفتقد الأغاني القديمة» ولكن الآن لا أستطيع حتى تذكرها، كان الأمر أشبه بإعادة الذكريات المنسية من طفولتي مرةً أخرى.

## تاريخ
نُشر أول تقرير طبي معروف عن الهلوسة الموسيقية في عام 1846 من قبل الفرنسي جول بايلجر وذلك وفقًا لكتاب «الهلوسات» لمؤلفه طبيب الأعصاب البريطانيّ أوليفر ساكس. ومع ذلك لم يُنشر أول وصف علمي لهذا الاضطراب حتى أوائل القرن العشرين. وفي العقدين الأخيرين، أُبلغ عن العديد من الحالات المدروسة بين عاميّ 1990 و1991. وفي عام 1992 استنتج أحد الباحثين أن التشخيص المؤكَّد للصمم وأمراض الأذن وأمراض الدماغ والعمر المتقدم وتعاطي المخدرات كلها عوامل مهمة في تطور الهلوسة الموسيقية. وعُثر بعد دراسة أُجريت على أكثر من 46 حالة، غلبة إصابة الإناث فوق الـ 60 عامًا بنسبة تصل إلى 80%. وتقول الدراسة أن الهلوسة الموسيقية هي أكثر احتمالًا عند النساء المُسنّات المصابات بالصمم أو أمراض الدماغ مقارنة بالأفراد الذين ليس لديهم أي مرض نفسي على الإطلاق. 
كان كيشافان وبريوس أول المؤلفين الذين صنّفوا فئات الهلوسة الموسيقية. تتألف هذه الفئات من الصمم، والأورام، ومرض الصرع، والسكتة الدماغية، والاضطرابات النفسية. على الرغم من عدم إجراء تحليلات إحصائية، ذكر المؤلفون أن الصمم كان العامل الأكثر ارتباطًا بحدوث اضطراب الهلوسة الموسيقية وأن هناك غلبة للإناث، مما قد يُرجّح وجود مسببات وراثية.